# Kanton Basel
Der Kanton Basel bestand als eidgenössischer Ort von 1501 bis 1798 beziehungsweise als Kanton von 1803 bis 1833 und war als ungeteilter Stand Mitglied der Alten Eidgenossenschaft beziehungsweise dann der Schweizerischen Eidgenossenschaft.
Seit der Basler Kantonstrennung 1833 existieren zwei Halbkantone:
- Basel-Landschaft und
- Basel-Stadt

Wappen des Standes Basel von 1501 bis 1832 (daneben Stadtwappen Basels und Kantonswappen von Basel-Stadt)
Kantonswappen beider Basel als Kanton der Eidgenossenschaft 1834 bis 1998 (in dieser Form im Bundessiegel von 1848)
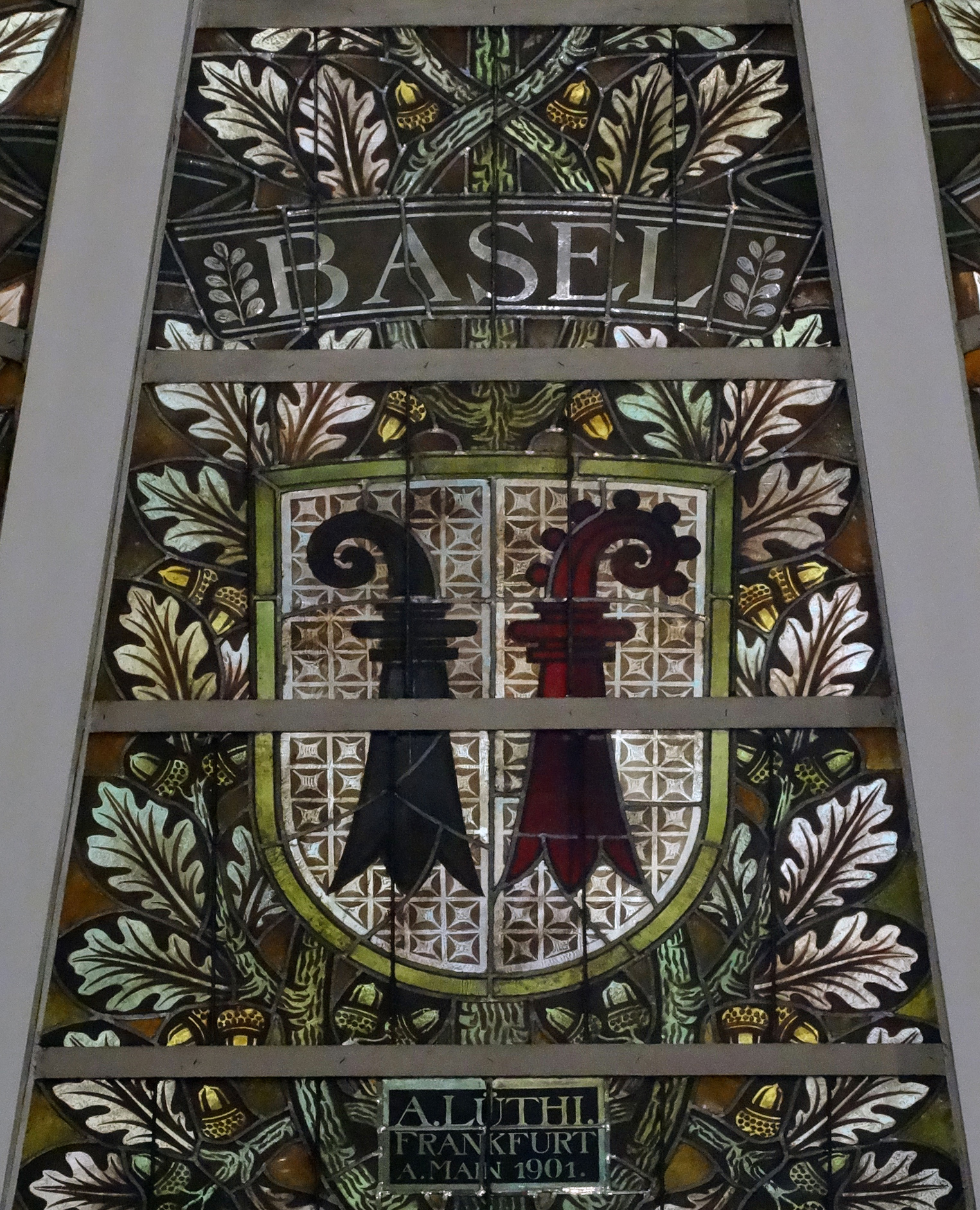
Kantonswappen beider Basel (aus der Kuppel des Bundeshauses, um 1900)
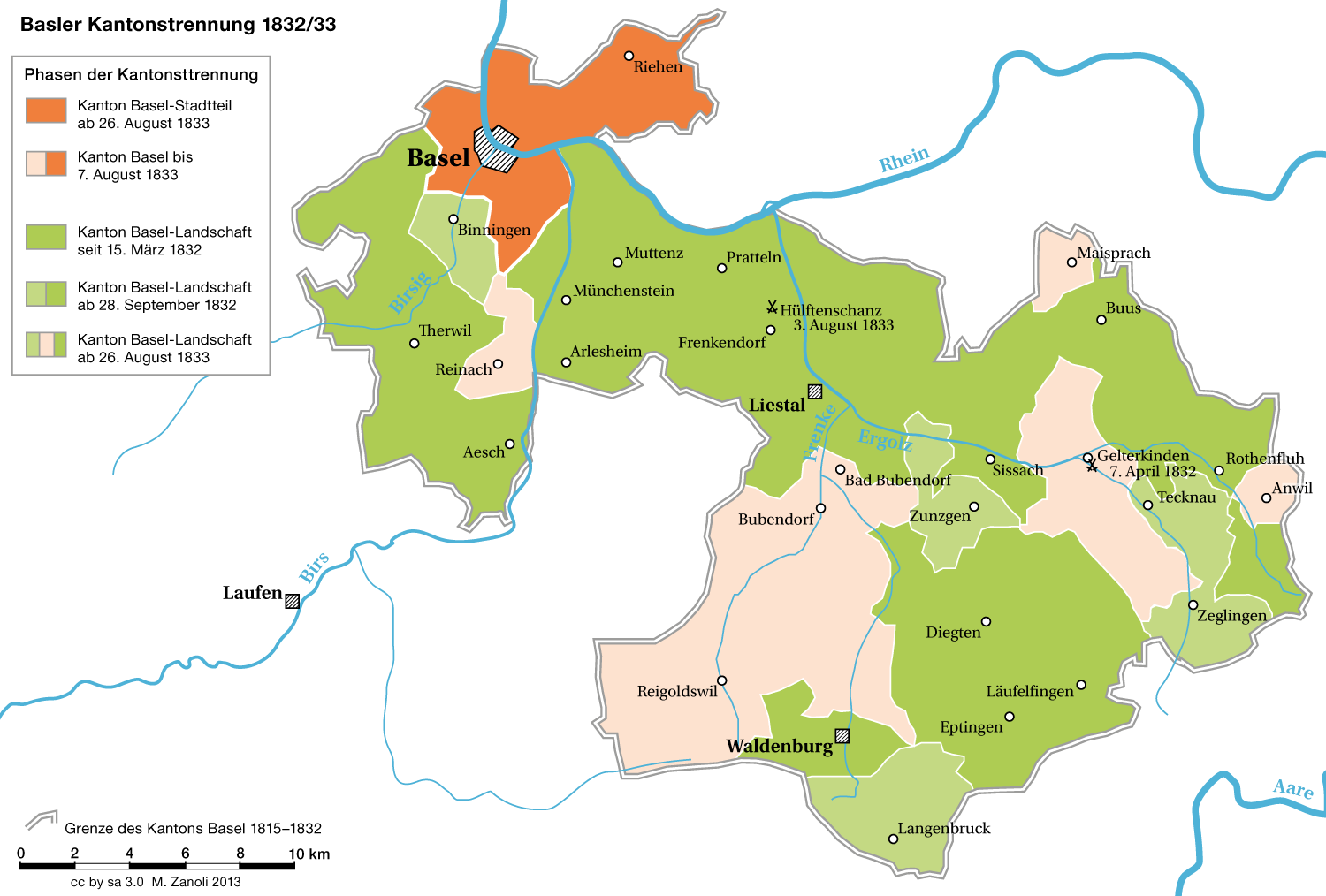
Karte zur Basler Kantonstrennung 1832/33